# Ніло-сахарські мови
Ніло-сахарські мови — гіпотетична макросім'я африканських мов, поширена між мовами афразійської і нігеро-конголезької макросімей і не увійшли ні в одну з них. Поширені в південній частині Сахари, в долині Нілу, в Сахелі, в регіоні Судану і в прилеглих районах Центральної, Західної та Східної Африки — від Малі на заході до Ефіопії на сході і від південного Єгипту на півночі до Танзанії на півдні.
Загальна кількість носіїв ніло-сахарських мов (згідно Ethnologue-16) приблизно дорівнює 39 мільйонам чоловік. Тим не менше, дані охоплюють діапазон з 1980 по 2005 рік (включаючи усереднені показники 1990-х років).
Якщо спорідненість цих сімей коли-небудь виявиться доведеною, то вона виявиться істотно більш далекою, ніж це можна припускати для нігеро-конголезьких мов. Так, згідно однієї з гіпотез (Грегерсен, 1972), нігеро-кордофанські мови включаються у ніло-сахарську гіперсім'ю (яка називається в такому випадку нігеро-сахарською) поряд з іншими (макро) сім'ями. Однак більшість лінгвістів з обережністю ставляться до таких припущень, оскільки спорідненість самих ніло-сахарських мов дуже далека від доведеності. Деякі мовні групи ніло-сахарської макросім'ї, за оцінками передували періоду неоліту. Так, наприклад, єдність східносуданських мов була заснована, орієнтовно, в 5-му тисячолітті до нашої ери. Ніло-сахарська генетична (і мовна) єдність обов'язково буде набагато давніше східносуданських мов, і буде стосуватись періоду верхнього палеоліту.
Розподіл сімей ніло-сахарських мов може відображати розташування водних ресурсів у Зеленій Сахарі, коли пустеля була більш придатною для життя, ніж вона є сьогодні, — тобто в період неолітичного субплювіала, коли Сахара востаннє була саваною.
Носії ніло-сахарських мов відносяться, як правило, до негроїдної раси, а в деяких районах Судану і Чаду — до перехідних і змішаних типів європеоїдно-негроїдної раси.

## Складова

Поширення макросімей і деяких найбільших мов на території Африки.

Згідно ніло-сахарської гіпотези разом об'єдналися 11 сімей та 4 ізольованих мови, які перераховані нижче приблизно з заходу на схід.
- Сонгайська сім'я (сонгай — зарма; Нігер і Малі) включає близько 10 мов.
- Сахарська сім'я (південний край Сахари біля озера Чад) включає близько 10 мов, з яких найвідоміша канурі.
- Мабанська сім'я включає 5-9 мов в південно-східному Чаді на кордоні з Суданом.
- У фурську сім'ю (фор) входить всього 2 мови на сході Чаду і заході Судану.
- Центральносуданська сім'я складається з 8 гілок, географічно розділених на західну (південь Чаду і північ ЦАР) і східну (південь Судану і північний схід ДРК) частини, і включає більше 60 мов (мови сара та ін.)
- Східносуданські (східносахельські) мови — умовне об'єднання (надсім'я) мов, включає близько 80 мов, що об'єднуються в 3 сім'ї та 1 ізольовану мову, спорідненість між якими остаточно не доведено .
  - тама-нубійська сім'я (вкл. таманську і нубійську гілки);
  - н'їманська сім'я;
  - мова нара ;
  - кір-аббайська сім'я, куди входять нілотські мови.
  - мероїтська мова (мертва) — гіпотеза К. Рільї, що отримала підтримку низки західних лінгвістів.
- Сім'я каду (Кадуглі або тумтум) раніше включалася в кордофанську сім'ю. Складається з 7 мов у центрі Республіки Судан.
- Кульякська сім'я (руб) включає всього 3 невеликі мови в Уганді: ік, н'янгія, соо (тепес).
- Берта — ізольована в Ефіопії.
- Команська сім'я включає 5 мов на кордоні Ефіопії та Судану.
- Гумуз — ізольована в Ефіопії.
- Кунама — ізольована в Еритреї.

Під сумнівом залишається питання про приналежність до ніло-сахарських мов мертвої мероїтської мови.

## Історія класифікації
Вперше ніло-сахарську гіпотезу в близькому до сучасного вигляду висунув Джозеф Грінберг. За його класифікації ніло-сахарські мови включали такі групи:
1. комузські мови (включали команські мови і мову Гумуз)
2. сахарські мови (у тому числі канурі)
3. мови сонгаї
4. мови фур
5. мови мабан
6. шарі-нільські мови — що включали 4 групи:
  1. центральносуданські мови
  2. мови кунама
  3. мови берта
  4. східносуданські мови (у тому числі нубійські і нілотські мови)

Згодом угруповання комузських і шарі-нільських мов були зовсім відкинуті.

## Найбільші мови
У рамках ніло-сахарської макросім'ї виділяються декілька мов, які налічують не менше півмільйона носіїв (SIL Ethnologue, 2005):
- Луо або долуо (3.465.000 носіїв), поширений в Кенії, східній Уганді і Танзанії. Носіями є люди народності луо, третьої за величиною етнічної групи Кенії після кікую і лух'я. На цій мові говорив батько Б. Обами, 44 президента США.
- Канурі (3.340.000, група діалектів), носії проживають від Нігера до північного сходу Нігерії, де представляють найбільшу етнічну групу.
- Сонгайські мови (2.900.000, раніше вважалися однією мовою), носії проживають вздовж річки Нігер у Малі і Буркіна-Фасо. Найбільшим представником є мова зарма, велика за чисельністю мова Нігеру. Сонгайські мови поширені на всій території колишньої Сонгайської імперії. Проте, включення цих мов в ніло-сахарську макросім'ю є спірним.
- Дінка (понад 2.000.000), носії проживають в південному Судані. Мова одного з найбільш впливових етнічних угруповань південного Судану, до якої належить, зокрема, Джон Гаранг, покійний командувач Армії визволення Судану.
- Ланго (977.680), поширений серед одного з найбільших народів Уганди. Поряд з ачолі, носії мови Ланго піддавалися етнічним чисткам у роки диктатури Іді Аміна , що належав до іншого ніло-сахарського народу, каква.
- Масаї (883.000), поширений серед народності масаї в Кенії і Танзанії, що займаються скотарством.[3].
- Нуер (804.907), мова племені нуер в Південному Судані.
- Ачолі (791.796), поширена в Уганді і в Судані, найближчий родич мови ланго.
- Фур (501.800), одна з найбільших мов регіону Дарфур (букв. «будинок фур» арабською), суданської провінції, де тривалий час триває громадянська війна.
- Нубійські мови (495.000 — різні діалекти), нащадки мови стародавньої Нубії — традиційного ворога Стародавнього Єгипту, поширені від південного Єгипту до північного Судану.